# Stary Ratusz w Taborze

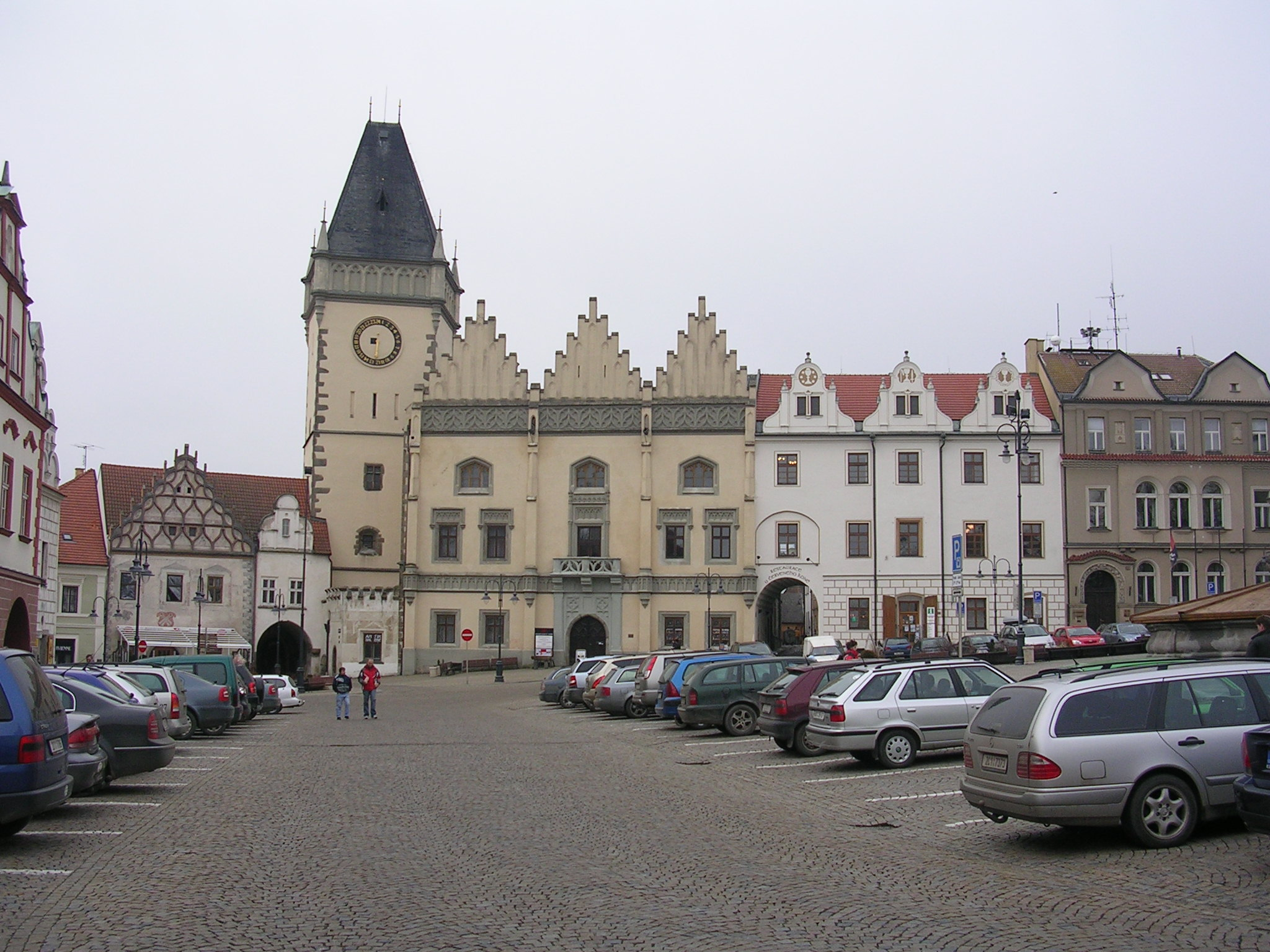
Stary Ratusz w Taborze

Stary Ratusz w Taborze (cz. Stará radnice) – zabytkowy ratusz w Taborze, będący jednym z najważniejszych zabytków późnogotyckich w Czechach.
Budowę ratusza zapoczątkowano na początku XVI wieku. Ratusz ma cztery skrzydła otaczające niewielki dziedziniec. Najważniejszą częścią jest duża sala, która została stworzona przez usunięcie całego drugiego piętra i sklepienia. Autorem tej przebudowy i całego budynku ratusza jest kamieniarz Wendel Roskopf. Roskopf ukończył budowę ratusza około 1521 roku. W drugiej połowie XVII wieku, ratusz przebudowana na styl barokowy według projektu Antonio de Alfieri. W 1878 roku przywrócono mu oryginalny styl gotycki, a autorem tej przebudowy był Josef Niklas.
Współcześnie obiekt jest siedzibą Muzeum Husyckiego.